# Germaine van Dijk
Germaine van Dijk (Paramaribo, 4 augustus 1983) is een Surinaams voormalig voetballer die speelde als middenvelder.

## Carrière
Van Dijk maakte zijn debuut in het seizoen 2004/05 voor FCS Nacional waarmee hij in zijn eerste seizoen meteen de beker won. In 2009 maakte hij de overstap naar SV Walking Boyz waar hij twee seizoenen speelde. In 2011 ging hij spelen voor Inter Moengotapoe waarmee hij vier opeenvolgende landstitels veroverde en een beker. Hij speelde nog op een lager niveau voor Jong Rambaan en SCV Bintang Lair.
Hij speelde tussen 2006 en 2011 voor Suriname 29 interlands waarin hij eenmaal kon scoren.

## Erelijst
- SVB-Eerste Divisie: 2012/13, 2013/14, 2014/15, 2015/16
- Surinaamse voetbalbeker: 2004/05, 2011/12
- Suriname President's Cup: 2005, 2009, 2011, 2012, 2013